# Saison 28 des Simpson
Chronologie
Saison 27 Saison 29
La vingt-huitième saison de la série télévisée d'animation Les Simpson est diffusée aux États-Unis entre le 25 septembre 2016 et le 21 mai 2017 sur le réseau Fox. Le 600e épisode diffusé est le Simpson Horror Show XXVII. Cette saison marque le retour de deux antagonistes, Frank Grimes (surnommé Grimlin par Homer) et Tahiti Bob qui font un caméo dans le 600e épisode. La version française est diffusée sur W9 depuis le 29 décembre 2018. Par ailleurs, un premier épisode de cette saison a été diffusé le 27 octobre 2018 à l'occasion d'une soirée spéciale Halloween sur cette chaîne. En Belgique, la saison 28 est diffusée depuis le 22 décembre 2020 sur la chaîne Tipik. En Suisse, elle était diffusée sur RTS 2.
Au Gabon en 2030 sortira la saison 65 des Simpson.

## Épisodes
| № | #  | Titre                                                                                             | Réalisation       | Scénario                                      | Première diffusion                 | Code de prod. | Audience (en millions) |
| --- | -- | ------------------------------------------------------------------------------------------------- | ----------------- | --------------------------------------------- | ---------------------------------- | ------------- | ---------------------- |
| 597 | 1  | Souvenirs d'enfance (Revue cochonne) Monty Burns' Fleeing Circus                                  | Matthew Nastuk    | Tom Gammill et Max Pross                      | 25 septembre 2016 29 décembre 2018 | VABF20        | 3,36                   |
| Après la destruction par le feu de Springfield, la famille Simpson prend les choses en main et demande à M. Burns de les aider à reconstruire la ville. Il accepte à une seule condition : organiser un spectacle de variété lors du Springfield Bowl ! |    |                                                                                                   |                   |                                               |                                    |               |                        |
| 598 | 2  | Amis et Famille (Vie-rtuelle de famille) Friends and Family                                       | Lance Kramer      | J. Stewart Burns                              | 2 octobre 2016 29 décembre 2018    | VABF18        | 6,00                   |
| M. Burns engage Marge et les enfants pour jouer sa famille en réalité virtuelle. Exclu du projet, Homer se retrouve seul à la maison et se lie d'amitié avec une nouvelle charmante voisine qui agit et pense comme lui... |    |                                                                                                   |                   |                                               |                                    |               |                        |
| 599 | 3  | La Ville (Boston, Crime, Bye) The Town                                                            | Rob Oliver        | Dave King                                     | 9 octobre 2016 29 décembre 2018    | VABF17        | 3,22                   |
| Homer est en colère contre les joueurs de l'équipe de football de Boston qu'il accuse de triche. Quand il s'aperçoit que son fils Bart en est l'un des plus fervents partisans, il invite toute la famille à se rendre dans cette ville qu'il considère comme ridicule. Mais leurs points de vue vont peu à peu s'inverser, en particulier celui de Bart qui réalisera que Boston n'est pas pour lui... |    |                                                                                                   |                   |                                               |                                    |               |                        |
| 600 | 4  | Simpson Horror Show XXVII (Spécial d'Halloween XXVII) Treehouse of Horror XXVII                   | Steven Dean Moore | Joel H. Cohen                                 | 16 octobre 2016 27 octobre 2018    | VABF16        | 7,44                   |
| - Introduction : La famille va acheter un arbre de Noël le jour d’Halloween mais ils se font piéger par Tahiti Bob, Kang ou Kodos et le fantôme de Frank Grimes qui cherchent à se venger et les tuer... - Extrême sécheresse : Dans un monde post-apocalyptique, la ville de Springfield est déserte. Mr. Burns, qui contrôle la seule réserve d’eau, décide d’organiser un grand jeu entre les enfants et offrira à la ville du gagnant une journée près de la réserve. Lisa représente sa ville mais pour gagner, il faudra tuer tous les autres enfants... - Meilleure amie pour toujours : Alors que les meilleures amies de Lisa se font tuer l’une après l’autre, la police découvre que le coupable est quelqu’un que Lisa connaît. Le vernis à ongle présent sur chaque lieu du crime est celui que Lisa portait toujours en présence de Rachel, sa meilleure amie d’enfance... - Moefinger : Moe sauve Bart des voyous et lui révèle qu'il est un agent secret au sein d’une organisation de barmen. Il souhaite que Bart fasse partie de cette organisation à la place de son père, mort tragiquement, afin de combattre le nouveau propriétaire du stade Duff : Remoh. Mais derrière Remoh se cachent encore d’autres surprises... |    |                                                                                                   |                   |                                               |                                    |               |                        |
| 601 | 5  | Faites confiance mais clarifiez (Poison-Clown) Trust But Clarify                                  | Michael Polcino   | Harry Shearer                                 | 23 octobre 2016 29 décembre 2018   | VABF21        | 3,36                   |
| Lisa est suspicieuse des nouveaux bonbons de Krusty et essaie d'amener Bart à enquêter avec elle. De son côté, Kent Brockman perd son poste après avoir raconté des mensonges à l'écran. Et Homer demande à Marge de le conseiller sur sa nouvelle tenue vestimentaire afin d'avoir un meilleur emploi. |    |                                                                                                   |                   |                                               |                                    |               |                        |
| 602 | 6  | Amis mais pas trop (Deux pères sans clic) There Will Be Buds                                      | Matthew Faughnan  | Matt Selman                                   | 6 novembre 2016 2 mars 2019        | VABF22        | 3,14                   |
| Homer accepte d'entraîner l'équipe d'enfants de crosse avec Kirk Van Houten, le père de Milhouse. Se rendant compte que Kirk n'est pas le genre d'ami qu'il veut avoir, Homer tente de s'éloigner de lui au risque de voir l'équipe se séparer juste avant le match de championnat... |    |                                                                                                   |                   |                                               |                                    |               |                        |
| 603 | 7  | Week-end dingue à La Havane (Havane de partir) Havana Wild Weekend                                | Bob Anderson      | Dan Castellaneta, Deb Lacusta et Peter Tilden | 13 novembre 2016 2 mars 2019       | VABF19        | 7,10                   |
| Lorsque la maison de retraite et l'hôpital des anciens combattants de grand-père Simpson ne peuvent résoudre ses problèmes de santé, la famille décide de partir à Cuba pour lui obtenir des soins bon marché... |    |                                                                                                   |                   |                                               |                                    |               |                        |
| 604 | 8  | La Paternité (Quel père, quel fils) Dad Behavior                                                  | Steven Dean Moore | Ryan Koh                                      | 20 novembre 2016 2 mars 2019       | WABF01        | 2,88                   |
| Homer découvre une application qui lui rend la vie plus facile et en devient vite dépendant. Pendant ce temps, grand-père Simpson découvre qu'il va être à nouveau père et pense à quitter Springfield... |    |                                                                                                   |                   |                                               |                                    |               |                        |
| 605 | 9  | Une journée particulière (Fractures impayées) The Last Traction Hero                              | Bob Anderson      | Bill Odenkirk                                 | 4 décembre 2016 5 janvier 2019     | WABF03        | 5,77                   |
| Après un accident de travail, Homer est coincé à la maison aux petits soins de Marge. Homer intente un procès contre Burns après l'accident. Lisa tente d'imposer de l'ordre dans le bus scolaire après de récents violents incidents... |    |                                                                                                   |                   |                                               |                                    |               |                        |
| 606 | 10 | L'Étrange Noël de Krusty (L'Hébreu de Noël) The Nightmare After Krustmas                          | Rob Oliver        | Jeff Westbrook                                | 11 décembre 2016 5 janvier 2019    | WABF02        | 5,60                   |
| Krusty et sa fille passent le réveillon de Noël avec la famille Simpson. Le Révérend Lovejoy tente de convertir des habitants de Springfield pour pallier la baisse de fréquentation de l'église. Maggie est effrayée par la peluche que Marge lui offre pour veiller sur elle... |    |                                                                                                   |                   |                                               |                                    |               |                        |
| 607 | 11 | Cochon de Burns (Porc d'attache) Pork and Burns                                                   | Matthew Nastuk    | Rob LaZebnik                                  | 8 janvier 2017 5 janvier 2019      | WABF06        | 8,19                   |
| Après avoir lu un guide japonais sur le rangement, Marge tente de convertir la famille à sa nouvelle façon de penser : il faut se séparer des objets qui n'apportent plus de joie dans la vie. Marge demande alors à Homer de trouver un nouveau foyer pour Spider-Cochon... |    |                                                                                                   |                   |                                               |                                    |               |                        |
| 608 | 12 | Phatsby le Magnifique (Partie 1) (Gatsburns le magnifique (Partie 1)) The Great Phatsby: Part One | Chris Clements    | Dan Greaney                                   | 15 janvier 2017 12 janvier 2019    | WABF0         | 6,90                   |
| Alors que M. Burns tente de retrouver sa jeunesse perdue, il croise le chemin d'un mystérieux magnat de la musique qui lui apprend à profiter de sa fortune sans compter. Pendant ce temps, Lisa rend fou d'elle un garçon gâté en étant la première à lui tenir tête... |    |                                                                                                   |                   |                                               |                                    |               |                        |
| 609 | 13 | Phatsby le Magnifique (Partie 2) (Gatsburns le magnifique (Partie 2)) The Great Phatsby: Part Two | Timothy Bailey    | Dan Greaney et Matt Selman                    | 15 janvier 2017 12 janvier 2019    | WABF05        | 6,90                   |
| Après avoir suivi les conseils de Jay G, Monsieur Burns se retrouve ruiné. Avec l'aide d'Homer et de Bart, ils vont élaborer un plan pour se venger du producteur... |    |                                                                                                   |                   |                                               |                                    |               |                        |
| 610 | 14 | Fastcarraldo (Fitzcarr'eul'gros) Fatzcarraldo                                                     | Mark Kirkland     | Michael Price                                 | 12 février 2017 12 janvier 2019    | WABF07        | 2,40                   |
| Quand tous les fast-food de Springfield se tournent vers un menu plus sain, Homer se réconforte avec le dernier bastion de la nourriture grasse et y fait des découvertes sur son enfance. Lisa doit trouver un moyen de sauver la radio scolaire... |    |                                                                                                   |                   |                                               |                                    |               |                        |
| 611 | 15 | Le Chapeau magique (Chapeau cloche et tête à claques) The Cad and the Hat                         | Steven Dean Moore | Ron Zimmerman                                 | 19 février 2017 26 janvier 2019    | WABF08        | 2,44                   |
| Alors que Bart ruine la journée parfaite de Lisa, il se retrouve rongé par la culpabilité. Homer se révèle être un as aux échecs ce qui pourrait lui être utile pour enfin battre son père... |    |                                                                                                   |                   |                                               |                                    |               |                        |
| 612 | 16 | Kamp Krusty (Le Krusty de camp) Kamp Krustier                                                     | Rob Oliver        | David M. Stern                                | 5 mars 2017 26 janvier 2019        | WABF09        | 2,56                   |
| Bart et Lisa rentrent chez eux traumatisés par leur expérience au camp Krusty, mettant fin aux rencontres romantiques de Marge et Homer... |    |                                                                                                   |                   |                                               |                                    |               |                        |
| 613 | 17 | 22 pour 30 (Les Ti-counes du sport) 22 for 30                                                     | Chris Clements    | Joel H. Cohen                                 | 12 mars 2017 26 janvier 2019       | WABF10        | 2,61                   |
| Sous forme de documentaire, l'épisode revient sur la scandaleuse carrière de Bart au sein de l'équipe de basket-ball de l'école. Les choses vont mal tourner quand Bart se rapproche de Gros Tony pour énerver son père devenu entraîneur de l'équipe... |    |                                                                                                   |                   |                                               |                                    |               |                        |
| 614 | 18 | La Montre paternelle (Le Vieil Homme et l'amer) A Father's Watch                                  | Bob Anderson      | Simon Rich                                    | 19 mars 2017 2 février 2019        | WABF11        | 2,40                   |
| Homer ouvre un magasin de trophées. Pendant ce temps, Bart reçoit une montre de la part de son grand-père... |    |                                                                                                   |                   |                                               |                                    |               |                        |
| 615 | 19 | Professeur Homer (Le D'oh-ctorat) The Caper Chase                                                 | Lance Kramer      | Jeff Westbrook                                | 2 avril 2017 2 février 2019        | WABF12        | 2,13                   |
| Monsieur Burns ouvre sa propre université et embauche Homer en tant que professeur... |    |                                                                                                   |                   |                                               |                                    |               |                        |
| 616 | 20 | À la recherche de Mister Goodbart (Bart cynique et Vieilles Dentelles) Looking for Mr. Goodbart   | Michael Polcino   | Carolyn Omine                                 | 30 avril 2017 2 février 2019       | WABF13        | 2,30                   |
| De nombreux citoyens de Springfield développent une addiction à un nouveau jeu parodiant Pokémon Go, et parmi eux, Homer et Lisa. Pendant ce temps, Bart fait semblant d'être le petit-fils de nombreuses personnes âgées en échange de cadeaux... |    |                                                                                                   |                   |                                               |                                    |               |                        |
| 617 | 21 | Le Blues de Moho Moho House                                                                       | Matthew Nastuk    | Jeff Martin                                   | 7 mai 2017 9 février 2019          | WABF14        | 2,34                   |
| Monsieur Burns parie avec un vieux camarade de promotion qu'il pourra briser le couple d'Homer et Marge, mais c'est compter sans l'aide fortuite de Moe envers Homer... |    |                                                                                                   |                   |                                               |                                    |               |                        |
| 618 | 22 | Une ville de chiens Dogtown                                                                       | Steven Dean Moore | J. Stewart Burns                              | 21 mai 2017 9 février 2019         | WABF15        | 2,15                   |
| Homer renverse Gil en voulant rentrer chez lui. Au tribunal, il explique qu'il avait préféré épargner un chien, d'où son action. En conséquence, les chiens règnent désormais sur la ville... |    |                                                                                                   |                   |                                               |                                    |               |                        |